# Безногі земноводні
Безногі земноводні (Gymnophiona або Apoda) — ряд хребетних тварин класу земноводних. Це найменший ряд земноводних: він налічує лише близько 170 видів. Відомі з пізнього тріасу (рід Funcusvermis).

## Морфологія
У безногих земноводних немає кінцівок, а хвіст сильно редукований. Клоака знаходиться на задньому кінці тіла, що зовні часто нагадує передній. Дрібних безногих земноводних (розміром до 10 см) можна легко сплутати з дощовим черв'яком у той час як великі види (розміром від 1 до 1,5 м) більше нагадують змій.

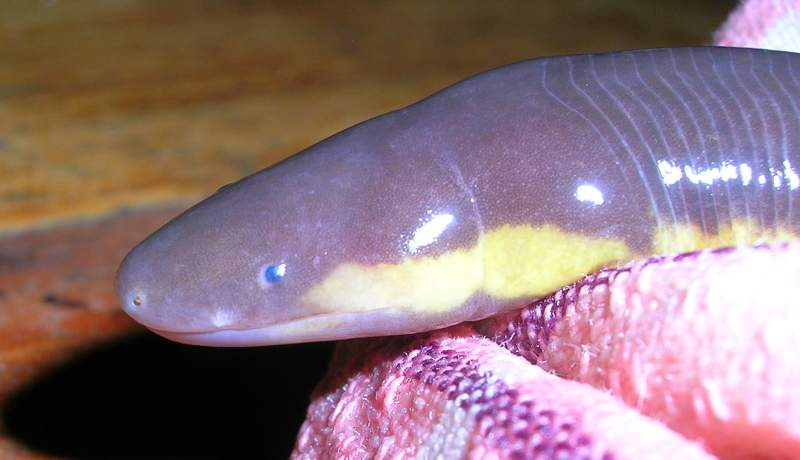
Голова рибозмії з роду Ichtyophis

Шкіра безногих земноводних гладенька і часто забарвлена в матовий темний колір. Деякі види мають кольорові смужки або плями на боках. Через вапняну луску, що міститься в шкірі, а також через зрощені черепні кістки, безногих земноводних раніше відносили до вимерлих панцирних амфібій. Однак сьогодні ці морфологічні особливості вважають вторинними пристосуваннями. На щелепах та піднебінні майже немає зубів.
Очі безногих земноводних покриті тонким шаром шкіри, через що вони можуть розрізняти лише світло і темряву. Сприйняття навколишнього світу відбувається за допомогою нюху і двох дотикових органів, розташованих між носом і очима. Вібрації землі також грають роль при орієнтації. Дихання здійснюється за допомогою правої легені (ліва легеня, як правило, редукована). Як і в інших земноводних, дихання також частково здійснюється через шкіру і слизові оболонки рота, особливо у єдиного безлегеневого виду Atretochoana eiselti.

## Поширення
Безногі земноводні зустрічаються в тропіках і субтропіках Південно-Східної Азії, Африки і Латинської Америки. Як правило, населяють найбільш нижні шари лісової підстилки. Живляться дрібними тваринами, в основному дощовими черв'яками. Воліють жити у вологих регіонах, часто поблизу водойм. Існують види безногих земноводних, які повністю пристосувалися до життя у воді. Вони зустрічаються в річках з повільною течією, таких як Амазонка, Оріноко і річкових системах Колумбії. Їхньою їжею є молюски і мертві риби.
Через свій прихований спосіб життя безногі земноводні є маловивченою групою амфібій. Зоологи виходять з того, що ще не всі види відомі науці й описані.

## Розмноження
Запліднення відбувається в тілі самки. У самця з клоаки висувається статевий орган, так званий Phallodeum. Існують види, що відкладають яйця, однак 75 % видів безногих земноводних є живородними. Молоді особини вилуплюються в тілі матері і перед народженням живляться у фалопієвих трубах. Яйцекладні види відкладають яйця в підземних норах та інших укритих місцях. У деяких видів існує догляд за потомством. Молоді особини живуть як у воді, так і на суші. Ночами вони полюють у водоймах, а в денний час зариваються в землю в прибережних ділянках. Стадія вільноживучих личинок відсутня.

## Живлення

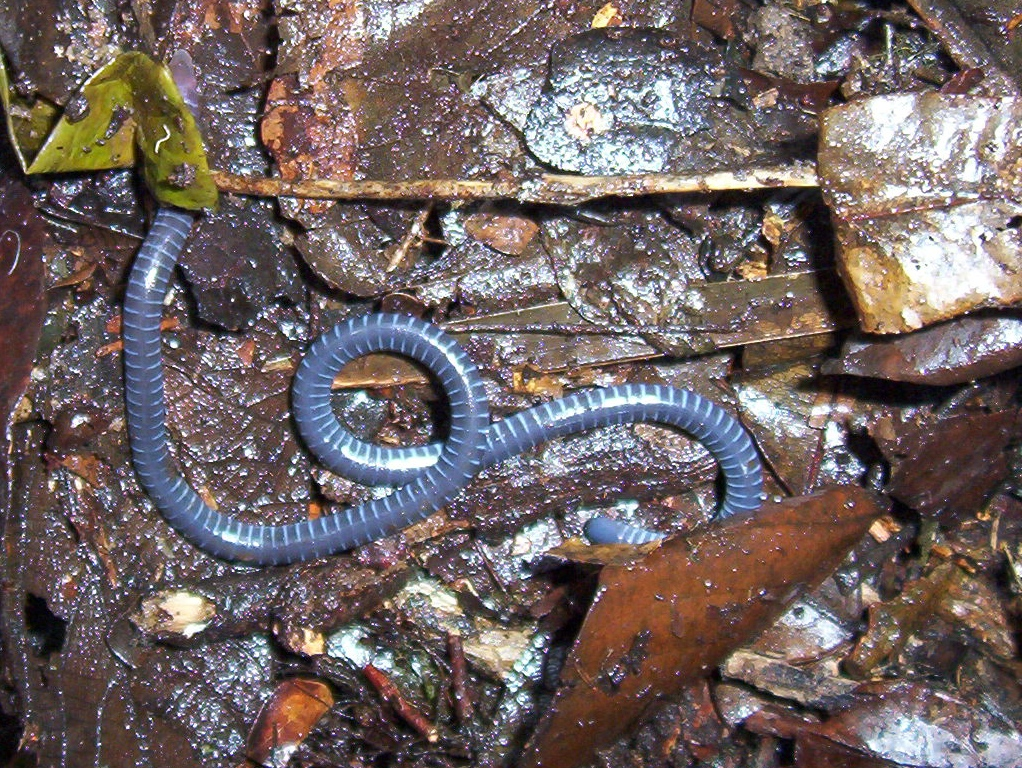
Boulengerula taitanus

Поведінка безногих земноводних, пов'язана з живленням, ще майже не вивчена. Імовірно в їх їжу входять головним чином комахи і безхребетні, які часто зустрічаються в межах їх області поширення. Аналізи вмісту шлунка виду Afrocaecilia taitana показали останки термітів, але більша частина складалася з невизначеного органічного матеріалу і залишків рослин. Деякі вчені припускають, що безногі земноводні живляться детритом, інші ж бачать в цьому ознаку того, що ці тварини живляться дощовими черв'яками. Безногі земноводні, що живуть в неволі, споживають дощових черв'яків дуже охоче. Більш великі види, мабуть, живляться й іншими земноводними, а також невеликими зміями і ящірками. Види, що живуть у воді, їдять і невеликих риб. Деякі види живуть у гніздах, мурах і живляться їхніми личинками.

## Систематика
Безногі земноводні діляться на п'ять родин та іноді групуються за ознакою їх рівня розвитку. Нижче перераховуються всі роди і окремі найвідоміші види.
- «Примітивні безногі земноводні»
  - Родина Rhinatrematidae  Nussbaum, 1977 — Хвостаті черв'яги (9 видів)
    - Рід Epicrionops Boulenger, 1883 — Дрібнозубі червяги
    - Рід Rhinatrema Duméril & Bibron, 1841 — Різнозубі черв'яги

  - Родина  Ichthyophiidae  Taylor, 1968 — Рибозмії (39 видів)
    - Рід Caudacaecilia Taylor, 1968 — Куцохвості черв'яги
    - Рід Ichthyophis Fitzinger, 1826 — Рибозмії
      - Вид цейлонський рибозмій (I. glutinosus)
- «Високорозвинені безногі земноводні»
  - Родина  Uraeotyphlidae  Nussbaum, 1979 (5 видів)
    - Рід Uraeotyphlus Peters, 1880 — Малабарські черв'яги

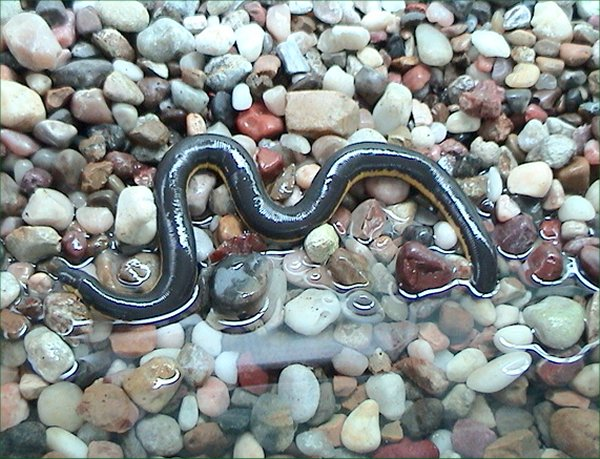
червяга із зоопарку Сан-Антоніо

- «Найбільш високорозвинені безногі земноводні»
  - Родина  Scolecomorphidae  Taylor, 1969 — короткоголові, або Африканські черв'яги (6 видів)
    - Рід Crotaphatrema Nussbaum, 1985 — короткоголові черв'яги
    - Рід Scolecomorphus Boulenger, 1883

  - Родина  Caeciliidae  Rafinesque, 1814 — Справжні черв'яги, або Цецилії (~ 110 видів)
    - Підродина Caeciliinae Rafinesque, 1814
      - Рід Boulengerula Tornier, 1896 — Блакитні черв'яги
      - Рід Brasilotyphlus Taylor, 1968 — Сліпі червяги
      - Рід  Caecilia (Gattung) Linnaeus, 1758 — Справжні черв'яги
        - Вид Справжна черв'яга (C. tentaculata)

      - Рід Dermophis Peters, 1880 — Товстошкірі черв'яги
        - Вид шкіряста червяга (D. mexicanus)

      - Рід Gegeneophis Peters, 1880 — Індійські черв'яги
      - Рід Geotrypetes Peters, 1880 — Тигрові черв'яги
      - Рід Grandisonia Taylor, 1968 — Сейшельські черв'яги
      - Рід Gymnopis Peters, 1874 — Центральноамериканські черв'яги
      - Рід Herpele Peters, 1880 — Західноафриканські черв'яги
      - Рід Hypogeophis Peters, 1880 — Земляні черв'яги
      - Рід Idiocranium Parker, 1936 — Крихітні черв'яги
      - Рід Indotyphlus Taylor, 1960 — Бомбейські черв'яги
      - Рід Luetkenotyphlus Taylor, 1968 —
      - Рід Microcaecilia Taylor, 1968 — Мікроцециліі
      - Рід Mimosiphonops Taylor, 1968 — Оманні черв'яги
      - Рід Oscaecilia Taylor, 1968 — Вузькотілі черв'яги
      - Рід Parvicaecilia Taylor, 1968 — Малі черв'яги
      - Рід Praslinia Boulenger, 1909 — Прасленії
      - Рід Schistometopum Parker, 1941 — Гладкоязичні черв'яги
      - Рід Siphonops Wagler, 1828 — Кільчасті черв'яги
        - Вид кільчаста червяга (S. annulatus)

      - Рід Sylvacaecilia Wake, 1987

    - Підродина Typhlonectinae Taylor, 1968
      - Рід Atretochoana Nussbaum & Wilkinson, 1995
      - Рід Chthonerpeton Peters, 1880 — Присоскові черв'яги
      - Рід Nectocaecilia Taylor, 1968 — Плаваючі черв'яги
      - Рід Potomotyphlus Taylor, 1968
      - Рід Typhlonectes Peters, 1880 — Водні черв'яги
        - Вид червяга водяна (T. compressicauda)

Однак, ця систематика ймовірно не відображає всі еволюційні родинні стосунки. Поняття примітивності або високого ступеня розвиненості також не відповідають сучасному погляду на еволюційні процеси і повинні розглядатися просто як імена. Точна кількість родів та видів всередині окремих родин коливається в залежності від авторів, особливо через те, що багато видів описані лише по одному-єдиному зразку. Проте у будь-якій систематиці щонайменше дві третини всіх видів відносяться до родини червяг (Caeciliidae).